# Силва, Долореш
Долореш Изабел Жакоми Силва (порт. Dolores Isabel Jacome Silva; род. 7 августа 1991[…], Келуш, Лиссабон) — португальская футболистка. Выступает за «Брагу» и сборную Португалии.

## Карьера

### Клубная
Долореш Силва начинала футбольную карьеру в молодёжной команде клуба «Реал Массама», за который отыграла около четырёх лет. В шестнадцатилетнем возрасте переехала в Синтру, где продолжила выступать в своей возрастной категории, но уже в составе именитого клуба, «1 Декабря». В 2008-м Долореш была переведена в главную команду и дебютировала в высшей португальской лиге, успев зацепить чемпионский сезон и непосредственно разделить триумф одноклубниц. Становилась она чемпионкой и в последующие три сезона, постепенно выходя на первые позиции в команде. Летом 2011 года, после трёх подряд побед в чемпионате и национальном кубке, Силва решается на переход в зарубежный клуб, коим становится недавний победитель Лиги чемпионов и только-только сложивший полномочия чемпиона в национальной лиге, немецкий «Дуйсбург 2001». Считая чемпионат Германии сильнейшим на данный момент, а свою новую команду — лидером этого топ-турнира, свершившийся трансфер Долореш называет воплощением мечты, но и отдаёт себе отчёт в том, что ей предстоит «фантастический вызов».
21 августа 2011 года Силва дебютировала в Бундеслиге в победном матче против «Лейпцига» (2:1), выйдя в стартовом составе. Спустя несколько дней, проведя за «Дуйсбург» ещё один матч, в товарищеской встрече с «Пари Сен-Жермен» Долореш получила тяжёлую травму, разрыв передней крестообразной связки, и выбыла до конца сезона. Появившись в следующий раз на поле в конце мая 2012 года, она вновь была вынуждена покинуть футбол на несколько месяцев и в итоге полноценно вернулась в игру в сентябре. Первый гол за команду из Дуйсбурга Силва провела в ворота потсдамской «Турбины» 17 апреля 2013 года, когда лишь первые признаки тяжелейшего кризиса, в условиях которых португальская футболистка застала немецкий клуб в 2011-м, вылились в агонию. Голевой дебют Долореш стал тогда лишь голом престижа в матче, проигранном её командой со счётом 1:6.
Оправившись после травмы, могущей положить конец её карьере, Силва сама стала играть жёстче, чем ранее. На первое удаление в немецком чемпионате она наиграла 11 ноября 2012 года в матче против «Нойнайера» (1:1). 3 марта 2013 года Долореш, чей клуб уступал леверкузенскому «Байеру» (итоговый счёт 1:2), покинула поле, как и в предыдущий раз, после второго предупреждения. 17 ноября впервые за всё время выступлений на профессиональном уровне получила прямую красную карточку в безнадёжно проигранной игре против «Санда» (0:6). Пробелы между удалениями португалка щедро заполняла жёлтыми карточками.
27 декабря 2013 года обанкротившийся «Дуйсбург 2001» утратил права на контракты футболисток, а 1 января 2014-го — прекратил своё существование. В качестве его фактического, но не юридического преемника заблаговременно был учреждён футбольный клуб «Дуйсбург», в который, за исключением титулованной Гюлийе Дженгиз и Лике Мартенс, перешли футболистки предшественника, в том числе — Долореш Силва.

### В сборной
В первый раз в Сборной Португалии Долореш Силва дебютировала 4 марта 2009 год в игре против Польши (2:1), выйдя на замену на 80-й минуте.
25 августа 2010 года в рамках отборочного турнира Чемпионата мира 2011 оформила дубль в ворота сборной Армении (3:0), забив первый, победный, и третий мячи своей команды.

## Достижения
1 Декабря
- Чемпионка Португалии: (4) 2007/08, 2008/09, 2009/10, 2010/11
- Обладательница Кубка Португалии: (3) 2007/08, 2009/10, 2010/11

## Факты
- Долореш Силва на высоком уровне владеет немецким языком.